# Samogrado
Samogrado, Samograd o Zamsgrad (in croato: Samograd) è un isolotto disabitato della Dalmazia settentrionale in Croazia; si trova nel mare Adriatico a est di Curba Grande e fa parte delle isole Incoronate. Amministrativamente appartiene al comune Morter-Incoronate, nella regione di Sebenico e Tenin.

## Geografia
Samogrado è tra gli isolotti più meridionali delle Incoronate. Si trova nel tratto di mare che prende il suo nome: Bocca di Samogrado (Samogradska Vrata) e, assieme ad altri isolotti, delimita a sud-ovest il canale di Zuri (Žirjanski kanal); è situato tra Curba Grande (dista circa 2,8 km da punta Meda, rt Mede) e l'isola di Zuri. La sua distanza da punta Zuri (rt Žirje), l'estremità nord-ovest dell'isola, detta anche punta Maestrale, è di 3,5 km.
La superficie di Samogrado è di 0,043 km², lo sviluppo costiero di 0,85 km e l'altezza di 33,4 m.

### Isole adiacenti
- Vertlich[7][11] o Ravna[6] (Vrtlić), scoglio 750 m[2] a nord-ovest, con una superficie di 0,013 km²[1], uno sviluppo costiero di 0,42 km[1], alto 8 m[2] 43°41′34″N 15°32′46″E.
- Isolotti Opus (Puh), a sud-ovest a circa 3,5 km[2].

Appartenenti al comune di Sebenico:
- scoglio Botticella[6][12] (hrid Bačvica o Brtužela), 1,5 km[2] a nord di Zedlo e 3,5 km[2] a ovest di punta Sridan; ha una superficie di 1372 m²[13] e l'altezza di 5 m[2] 43°40′21″N 15°33′33″E.
- Rapagna (Raparašnjak), a est-sud-est, tra Samogrado e punta Zuri.

### Cartografia
- (HR) Mappa topografica della Croazia 1:25000, su preglednik.arkod.hr. URL consultato il 26 giugno 2017.
- G. Giani, Carta prospettiva delle Comuni censuarie della Dalmazia, foglio 6, 1839. Fondo Miscellanea cartografica catastale, Archivio di Stato di Trieste.
- Carta di cabottaggio del mare Adriatico, foglio VII, Milano, Istituto geografico militare, 1822-1824. URL consultato il 6 luglio 2017 (archiviato dall'url originale il 13 aprile 2013)..